# 先發部隊
《先發部隊》，是台灣文藝協會在1934年創刊的文學雜誌，是白話文刊物，僅發行一期。1935年因應台灣總督府的要求，接納一部分日文作品，更名為《第一線》，由廖漢臣主編，也只刊行一期。

## 代表創刊宗旨的序詩
雜誌的創刊宣言以漢文書寫，執筆者目前已無法查考。該宣言全文收錄在李南衡主編的《文據下的台灣新文學 明集5：文獻資料選集》。雜誌主編者之一廖漢臣為這本雜誌撰寫一首序詩，這首詩以中國白話文書寫。另一位重要參與人士郭秋生，也為這本雜誌撰寫一首序詩，也是以中國白話文書寫。

## 復刻情況
到2011年10月10日為止，已有：
- 東方文化書局在1981年復刻《先發部隊》及《第一線》，國立公共資訊圖書館、國立台灣師範大學圖書館。

## 相關研究

### 博碩士論文
目前有一本碩士論文是在談論台灣日治時期外來思潮的譯介，論文是以那些主要發行在台灣本島或是以台灣人為活動主體的11種文學雜誌作為檢視的對象，而《先發部隊》與《第一線》是其中兩種。
- 鄧慧恩，〈日據時期外來思潮的譯介研究：以賴和、楊逵、張我軍為中心〉，清華大學台灣文學所碩士論文，2006年。

### 期刊上的論文、評介文字
使用「台灣期刊論文索引系統」查詢，到2011年10月10日為止，已知的有：
- 朱惠足，〈尋求新文學出路--《先發部隊》簡介〉，2011年2月《文訊》。
- 朱惠足，〈提倡文藝大眾化--《第一線》簡介〉，2011年2月《文訊》。
- 星名宏修/作，莫素微/譯，〈從一九三〇年代之貧困描寫閱讀複數的現代性〉，2007年6月《台灣文學學報》。
- 張恆豪，〈走在先發部隊第一線的文化先鋒--廖漢臣〉，2000年11月《台北畫刊》。

## 外部連結
- 封面[永久]